# August Zamoyski
August Zamoyski (ur. 28 czerwca 1893 w Jabłoniu, zm. 19 maja 1970 w Saint-Clar-de-Rivière) – polski rzeźbiarz.

## Życiorys
Był synem Tomasza Zamoyskiego i Ludmiły z węgierskiej linii Zamoyskich oraz wnukiem Augusta Zamoyskiego (1811–1889).
Pierwsze nauki pobierał w rodzinnym Jabłoniu. Tutaj nauczył się podstaw rzemiosła rzeźbiarskiego. W dużym majątku swoich rodziców poznał podstawy kowalstwa i stolarstwa. W 1912 ukończył Gimnazjum gen. Pawła Chrzanowskiego w Warszawie. W następnych latach studiował za granicą. W Szwajcarii chodził na wykłady ekonomii na uniwersytecie we Fryburgu, potem w Niemczech w Heidelbergu słuchał filozofii. W Berlinie uczęszczał na kurs rysunku malarza Lovisa Corintha. Po wybuchu wojny w 1914 dostał się do niewoli niemieckiej. Dzięki usytuowanym krewnym został przeniesiony do Berlina, gdzie pracował jako kamieniarz i snycerz, wieczorami chodził na kursy rysunkowe aktu w szkole Lewin-Funke. W snycerskim warsztacie, gdzie pracował, dostrzegł go przypadkowo Joseph Wackerle (wykładający w berlińskiej Kunstgewerbeschule) i zaproponował mu pracę u siebie. W 1917 pracując nadal dla Wackerlego przeniósł się do Monachium. W trakcie pobytu w tym mieście poznał Stanisława Przybyszewskiego i dzięki niemu nawiązał kontakt z poznańską grupą ekspresjonistyczną „Bunt”. Po powrocie do kraju brał udział w wystąpieniach tej formacji, a następnie przeniósł się do Zakopanego. Wraz z Leonem Chwistkiem, Tytusem Czyżewskim i Stanisławem Ignacym Witkiewiczem współtworzył grupę „Ekspresjonistów Polskich”, która wkrótce przyjęła nazwę Formistów. W 1920 r. odwiedził Nowy Jork. Od 1923 przebywał głównie we Francji, jednak kilka miesięcy w roku spędzał w Zakopanem, gdzie zachował pracownię. Z tego okresu pochodzą też jego sukcesy sportowe. Do najbardziej spektakularnych należał przejazd rowerem z Paryża do Zakopanego – 2928 kilometrów, po 130 dziennie. W 1929 roku był głównym organizatorem wystawy sztuki polskiej w Paryżu. W latach 1940–1955 mieszkał w Brazylii, gdzie założył i prowadził szkoły rzeźby w Rio de Janeiro i São Paulo. Od 1955 roku do śmierci mieszkał i tworzył we Francji. W 1956 roku przyjechał do kraju i wygłosił szereg odczytów o swoich doświadczeniach rzeźbiarskich. Do Polski przyjeżdżał jeszcze kilkakrotnie w latach 1963–1964, aby wybrać młodych polskich rzeźbiarzy na stypendium do Francji.

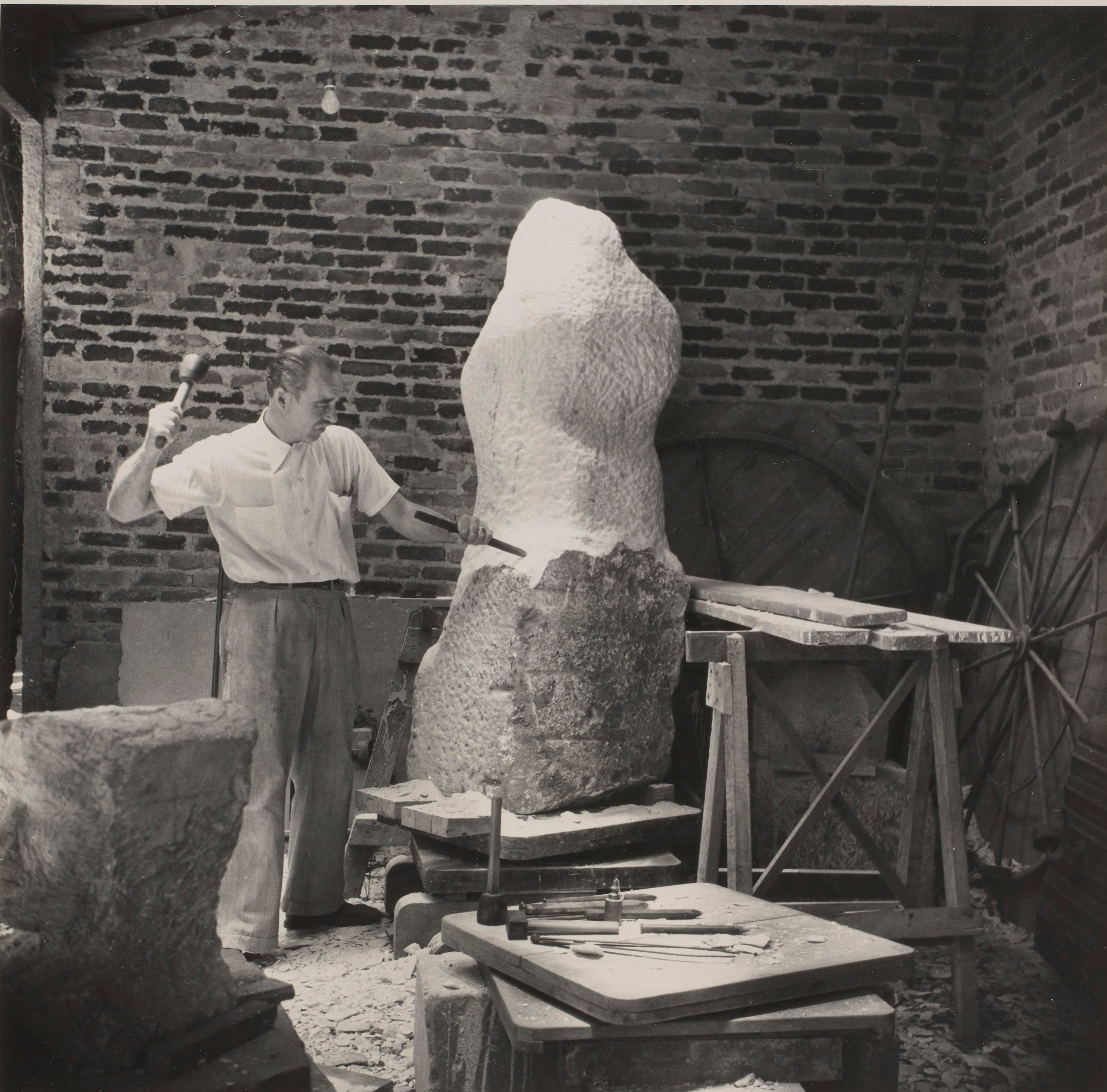
August Zamoyski

## Okres formistyczny 1918–1924
W początkach swej twórczości artysta podejmował eksperymenty nawiązujące do ekspresjonizmu, kubizmu i futuryzmu.
- Portret Rogera Raczyńskiego, 1918, drewno lipowe, wys. 49 cm
- Ich dwoje, 1919-1923 (artysta wielokrotnie powraca do tego tematu), drewno dębowe, gips
- Portret Antoniego Słonimskiego, 1923, gips
- Portret Leopolda Zborowskiego, 1924, drewno lipowe, 40 cm (ostatnia rzeźba Zamoyskiego w drewnie)

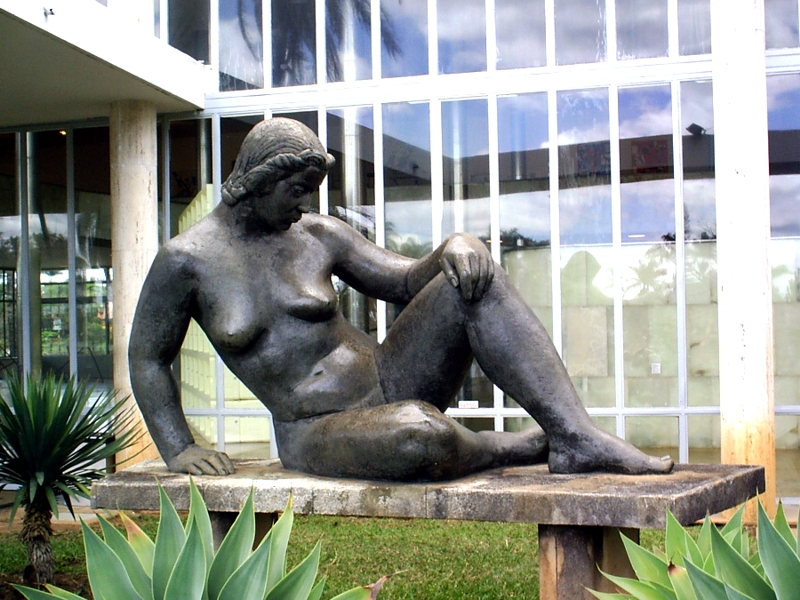
Rzeźba Zamoyskiego w muzeum w Pampulha w Brazylii.

## Okres realistyczny 1924–1950

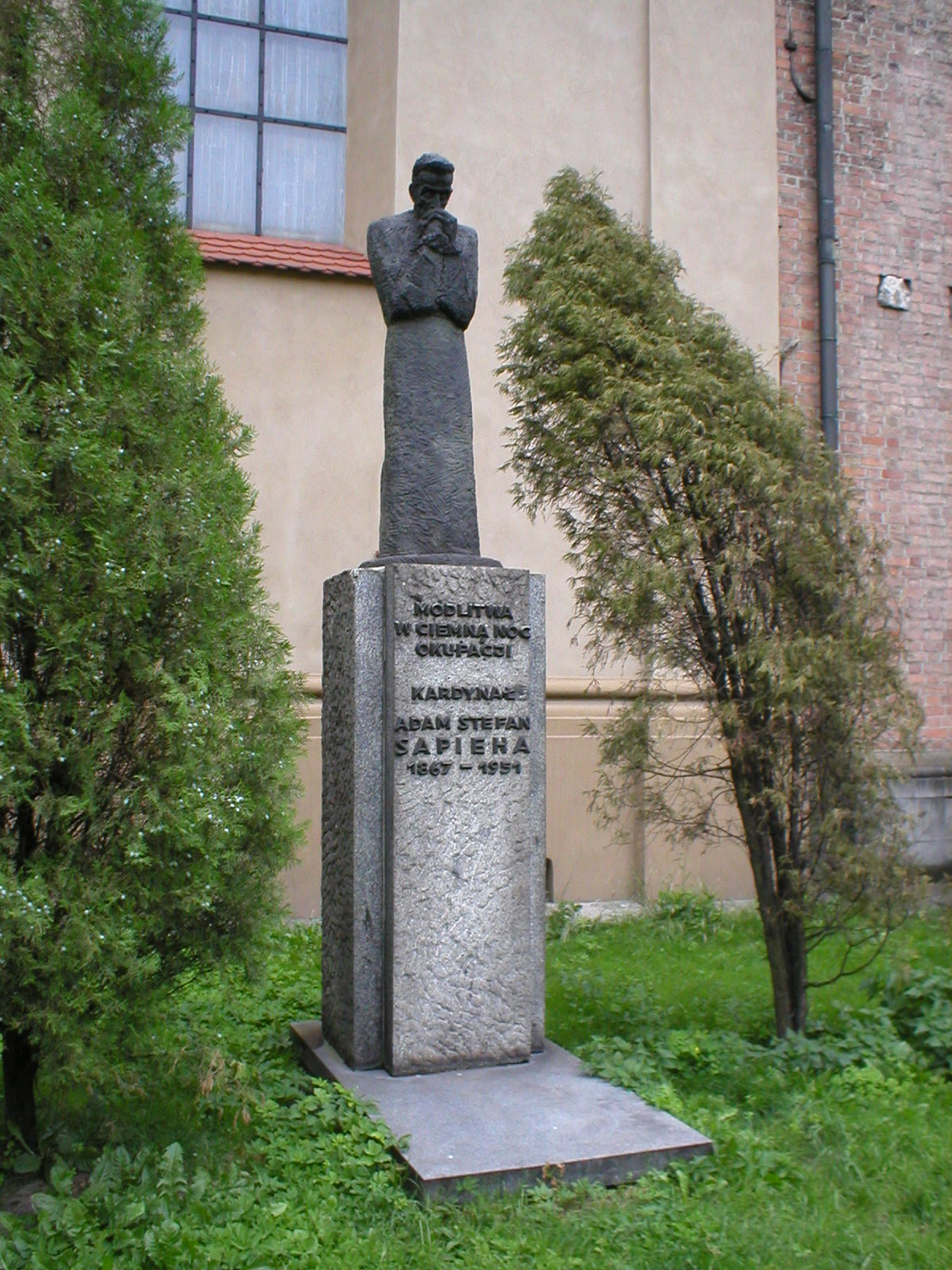
Pomnik kardynała Adama Stefana Sapiehy przy kościele franciszkanów w Krakowie.

W tym okresie tworzył dzieła o bardziej realistycznym charakterze, ale zawsze skłaniające się ku daleko posuniętej syntezie i monumentalnej hieratyczności. Głównymi tematami jego prac stały się wówczas akty i portrety kobiece
- Wenus, 1935, brąz, wys. 166 cm, w 1936 marmur kararyjski, wys. 166
- Wierka – głowa dziewczyny wiejskiej, 1936, czarny granit szwedzki, wys.28 cm
- Rhea, czyli Ziemia, czyli w W półmroku tego świata, 1943–1949, biały marmur portugalski, wys. 168 cm
- Pomnik Chopina, 1944, Rio de Janeiro, brąz, wys. ok. 240 cm
- Portret pani Henrykowej Szpicmanowej,1944-1945, czarny granit brazylijski, 33 cm
- Portret Inge Vargas, synowej prezydenta Brazylii, 1946–1948, biały marmur, wys.30 cm

## Okres nowego ekspresjonizmu 1950–1970
W ostatnim okresie twórczości stosował ostre deformacje. W jego twórczości dominować zaczęła tematyka religijna.
- Św. Jan Chrzciciel, 1950–1953, brąz, wielkość prawie naturalna
- Ból istnienia – projekt na pomnik żołnierzy Armii Krajowej w Warszawie, brąz, wys. 34 cm
- Wniebowstąpienie, 1959–1970, nieukończone, marmur portugalski
- Zmartwychwstanie lub Przemienienie – projekt własnego nagrobka, 1967–1968 wys. 21 cm dł. 43 cm
- Posąg kardynała Adama Stefana Sapiehy, 1968–1970, brąz, 2 m

Był on również cenionym teoretykiem sztuki. Jego pisma filozoficzno-estetyczne zostały wydane pośmiertnie po francusku (Au-delá du formisme,1975).

## Ordery i odznaczenia
- Złoty Krzyż Zasługi – 10 listopada 1938 „za zasługi na polu sztuki”[2]